# 登封崇福宫
登封崇福宫位于中华人民共和国河南省登封市市区北部嵩山万岁峰南侧山脚下，在北宋时曾为宫廷管理的道观，2019年被公布为第八批全国重点文物保护单位。

## 历史
根據《史記·封禪書》及《漢書·武帝紀》记载，元封元年（公元前110年），汉武帝刘彻率群臣登嵩山，听到山谷中有三呼万岁之声，遂称此山峰为万岁峰，在峰下建万岁观，此为崇福宫的前身。唐朝高宗时期更名为太乙观。北宋真宗时期大加扩建，并改名崇福宫，作为皇帝祭祀祈福之所。崇福宫在宋仁宗时期殿阁房舍多达千楹，时谓之“崇福之修，离宫殿阁，无不侈靡”。崇福宫在当时除了道教活动外，一度也是名儒著书讲学之地。据《登封县志》记载，曾主管过崇福宫的官员名儒有范仲淹、韩维、司马光、程颢、程颐等百余名人，司马光在崇福宫完成了《资治通鉴》的第9卷至21卷。
北宋灭亡后，金兵进入中原，崇福宫毁于火灾，仅存三清古殿。明洪武年间在宫内设道会司，专管全县道教事务。成化九年（1473年）重修。明代以后，道教活动逐渐衰退，崇福宫亦逐日倾废。1935年遭火灾，建筑规模越来越小。虽然崇福宫在1963年即被公布为第一批河南省文物保护单位，但保护状况不佳。在1970年代，崇福宫被登封县畜牧场使用，宫内的建筑被作为饲养场所，遭到了较为严重的破坏。2007年，崇福宫被移交文物部门管理保护，并于2010年完成修缮。是次修缮对崇福宫的山门、保祥殿、东配殿、西配殿、泛觞亭、弈棋亭、樗蒲亭进行复原，并对围墙及周边环境进行整治。

## 现存建筑

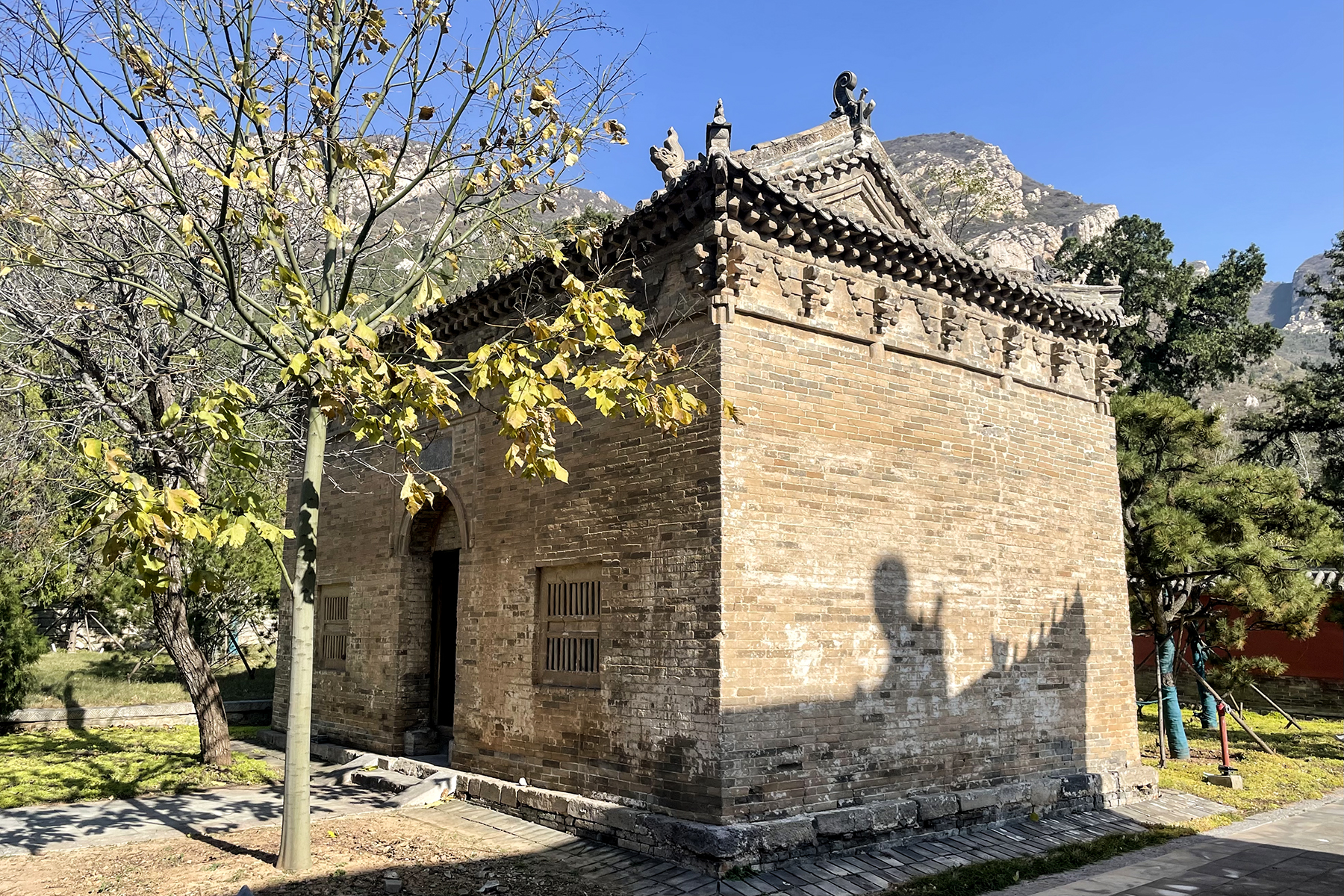
三元殿

除2010年修缮时复原新建的建筑外，崇福宫现存三元殿、玉皇殿、太山殿、龙王殿等清代建筑4座，另有古树50余株，碑碣10余通。其中玉皇殿面阔三间，进深二间，亦为无梁殿式结构，外形为单檐硬山式建筑，灰筒板瓦覆顶。三元殿为玉皇殿东配殿，建于清初，面阔三间，进深三间，内部为无梁殿式结构砖灰砌券而成，外形为单檐歇山式建筑，灰筒板瓦覆顶，四角施四攒转角斗拱。